# Jiro Nihei
Jiro Nihei, född 9 mars 1971 i Stockholm, är en japansk-svensk före detta professionell ishockeymålvakt.
I Sverige spelade han bl.a. för Vallentuna BK och Huddinge Hockey.